# Carabodes silvosus
Carabodes silvosus är en kvalsterart som beskrevs av K. Fujikawa 2004. Carabodes silvosus ingår i släktet Carabodes och familjen Carabodidae. Inga underarter finns listade.